# 제이드 카길

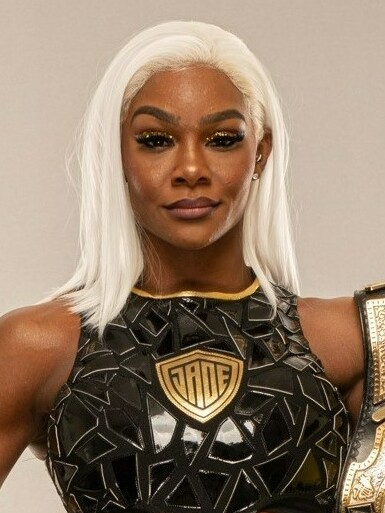

제이드 카길(Jade Cargill, 1991년 6월 3일 ~)은 미국의 여자 프로레슬링선수다. 미국 플로리다 베로 비치에서 태어난 모습이다. 키는 177cm(5 ft 10 in)에다가 몸무게는 83kg(182 lb)나가는 근육질의 프로레슬링선수 차이나하고 비슷하겠다. 놀랍게도 이전에는 농구선수로 활동을 한적도 있었다고 한다. 게다가 피트니스 모델로 활동을 한적도 있었다고 하니 그리고는 말하자면 2019년 4월에 WWE 트라이아웃에 응시하기도 했지만 낙방당했다. 2020년에 다시 WWE에 입단하기 위해 입단테스트를 보러갔으나 코로나 범유행으로 인해 당일 열리지 않아 WWE 입단의 기회를 놓친다. 그러나 2021년 프로레슬링 입문을 하는 사연이 있다고 한다. 제이디드(싯아웃 더블 치킨윙 페이스버스터)로 사용을 하는건데 베스 피닉스하고 비슷한 사용을 한다. 참고로 WWE 여자 프로레슬링선수 죽은 차이나하고 비슷한 근육질이지만 다른 남자 선수들이랑 대결을 한적도 있고 여자 거구 프로레슬링선수들만 상대를 해봤다는 증거다. 말하자면 상대가 안돼는 일이라고 한다. 본명은 제이드 니콜 카길(Jade Nicole Cargill)이다.

## Professional wrestling highlights
- Finishing moves
  - Jaded (Sitout double chickenwing facebuster) - 2021-present
  - Jumping bicycle kick - 2021-present
- Signature moves
  - Body slam
  - Delayed vertical suplex
  - Fallaway slam
  - Lariat
  - Leg lariat
  - Pumphandle facebuster
  - Pumphandle slam
  - Running powerslam
  - Side slam
- Nicknames
  - "Black Bitch"
  - "That Bitch"
- Entrance themes
  - "Epic" by Nick Goldston & Christone Ingram (AEW; 2021-2023)
  - "Storm Is Coming" by Def Rebel (WWE 2024-present)

## 수상
- AEW 월드 TBS웨이트 챔피언 (1회)
- AEW 월드 TBS웨이트 챔피언 토너먼트 (2022)
- AEW 다이너마이트 어워즈 (1회)
  - 브레이크 아웃 스타 여자 (2022)
- 랭크드 넘버 5 오브 더 탑 150 피멜 레슬링 인 더 PWI 우먼스 150 인 2022
- 루키 오브 더 이열 (2021)
- 루키 오브 더 이열 (2021)
- WWE 월드 위민스 태그팀웨이트 챔피언 (1회) - 비앙카 벨레어
- WWE 퀸 오브 더 링 (2025)